# مورساسکو
مورساسکو (به ایتالیایی: Morsasco) یکی از شهرستانهای استان آلساندریا در منطقه ایتالیایی پیدمونت می‌باشد که در ۸۰ کیلومتری جنوب شرقی تورین، 30 کیلومتری جنوب آلساندریا و ساحل سمت راست رودخانه بورمیدا واقع شده است.
مورساسکو با این مناطق شهری مرز مشترک دارد: اورسارا بورمیدا، کریمولینو، پراسکو، تریسوبیو، ویزونی و استروی.

## سرشماری
کلیه آمار و ارقام برگرفته از مرکز ملی آمار (ایتالیا) می‌باشد.